# Бюлан (коммуна)
Бюла́н (фр. и окс. Bulan) — коммуна во Франции, находится в регионе Юг — Пиренеи. Департамент — Верхние Пиренеи. Входит в состав кантона Барт-де-Нест. Округ коммуны — Баньер-де-Бигор.
Код INSEE коммуны — 65111.

## География
Коммуна расположена приблизительно в 670 км к югу от Парижа, в 115 км юго-западнее Тулузы, в 27 км к юго-востоку от Тарба.
На востоке коммуны протекает река Аррос.

## Климат
Климат умеренно-океанический с солнечной тёплой погодой и обильными осадками на протяжении практически всего года.

## Население
Население коммуны на 2010 год составляло 63 человека.
| 1962 | 1968 | 1975 | 1982 | 1990 | 1999 | 2010 |
| ---- | ---- | ---- | ---- | ---- | ---- | ---- |
| 151  | 135  | 110  | 111  | 93   | 81   | 63   |

## Администрация
| Период | Период | Фамилия         | Партия | Примечания |
| ------ | ------ | --------------- | ------ | ---------- |
| 2001   | 2020   | Роза-Мари Колом |        |            |

## Экономика
В 2010 году среди 40 человек трудоспособного возраста (15-64 лет) 24 были экономически активными, 16 — неактивными (показатель активности — 60,0 %, в 1999 году было 68,3 %). Из 24 активных жителей работали 23 человека (13 мужчин и 10 женщин), безработным был 1 мужчина. Среди 16 неактивных 1 человек был учеником или студентом, 12 — пенсионерами, 3 были неактивными по другим причинам.